# Микола Конрад
Микола Конрад (16 травня 1876, Струсів, нині село, Тернопільський район — 26 червня 1941, Страдч, Яворівський район) — священник Української греко-католицької церкви, блаженний священномученик, беатифікований Папою Римським святим Іваном Павлом II.

## Життєпис
Микола Конрад народився 16 травня 1876 року в містечку Струсові (нині село, Тернопільський район, Тернопільська область, Україна).
Філософські та богословські студії закінчив у Римі, захистивши докторську дисертацію. У 1899 р. рукоположений на священника. Учителював у Бережанській, Теребовлянській і Тернопільській (українській) гімназіях. У Тернопільській українській гімназії серед його учнів був майбутній Патріарх УГКЦ Йосиф Сліпий.
Ще будучи скромним катехитом, о. М. Конрад у пресі сміливо критикував твір Івана Франка «Повість про сотворення світу», написану з матеріалістичних позицій. Відтоді за ним утвердилася слава католицького ідеолога.
Був академічним душпастирем товариства українських греко-католицьких студентів «Обнова». У 1930 р. митрополит Андрей Шептицький запросив отця-доктора викладати у Львівській богословській академії.
О. Микола Конрад видав низку праць, найважливішими серед яких є «Молодіжна ментальність», «Католицизм», «Основні напрямки новітньої соціології», «Лібералізм», «Націоналізм і католицизм», «Націоналізм і сучасний католицизм».
У 1939 році їхав возом провідати сестру в Яворові. При дорозі побачив розгублених селян. «Ото які священники, самі утікають, а про нас, людей, не думають», — крикнув хтось услід (вирішили, що отець за кордон втікає). Такі слова глибоко зворушили отця. Він зупинився… Дізнався від страдчан (бо це й було село Страдч), що залишились без душпастиря. Вирішив: залишиться тут (був вільний від праці, бо на той час Львівську Богословську Академію комуністична влада закрила). Коли віз сім'ю на плебанію, то, розповідають, старенька мама його дружини дуже бідкалась: дорога така далека, а гора — ой яка ж висока. «Люнечку, а куди ж ти мене привіз?» — мовила перелякано. «Але ж дивіться, мамо, звідси так близько до Бога», — заспокоїв стареньку.
Помер як мученик за віру від рук більшовиків 26 червня 1941 року разом із дяком Володимиром Приймою в с. Страдч (Яворівський район, Львівська область, нині Україна).

## Сім'я
Отець Микола Конрад також мав родину, він був одруженим священиком і мав четверо дітей, троє з яких народилися у Тернополі. Дружина Антоніна походила з роду Бліхар. Старший син — Стефан (1900—1991), дочки Ярослава та Марія, наймолодший син — Володимир (1908—2009). Онук о. Конрада Всеволод Ісаїв добився значних успіхів у галузі соціології, викладав у численних університетах США, Канади, Німеччини, Австралії.
.

## Беатифікація
Беатифікація відбулася 27 червня 2001 р. у м. Львові під час Святої Літургії у візантійському обряді, яку очолив блаженний Іван Павло II.